# Miroslav Baumruk
Miroslav Baumruk (Praga, 12 luglio 1926 – ...) è stato un cestista cecoslovacco.
Era il fratello di Jiří Baumruk.

## Carriera
Con la Cecoslovacchia ha disputato i Campionati europei del 1951 e i Giochi olimpici di Helsinki 1952.